# Straßenbahn Rodez
Die Straßenbahn Rodez, französisch Tramway de Rodez, verband Rodez, die Hauptstadt des Départements Aveyron in der heutigen französischen Region Okzitanien, mit ihrem ungefähr zwei Kilometer entfernten Bahnhof an den Strecken der Compagnie des chemins de fer du Midi (Midi) und der Compagnie du chemin de fer de Paris à Orléans (PO).

## Geschichte

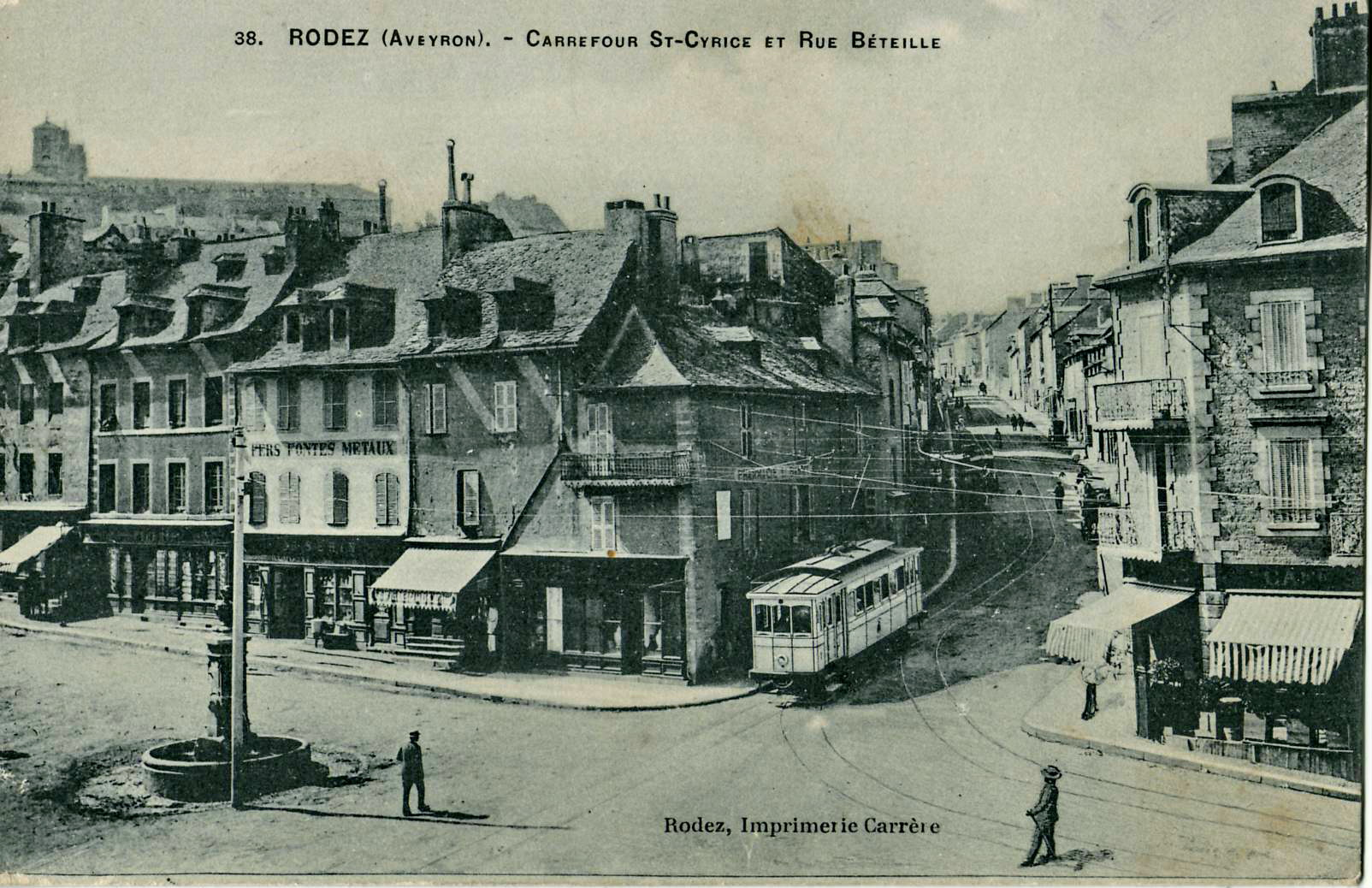
Aus der Rue Béteille kommender Triebwagen Nr. 1 an der Straßenkreuzung Carrefour Saint-Cyrice (1917)

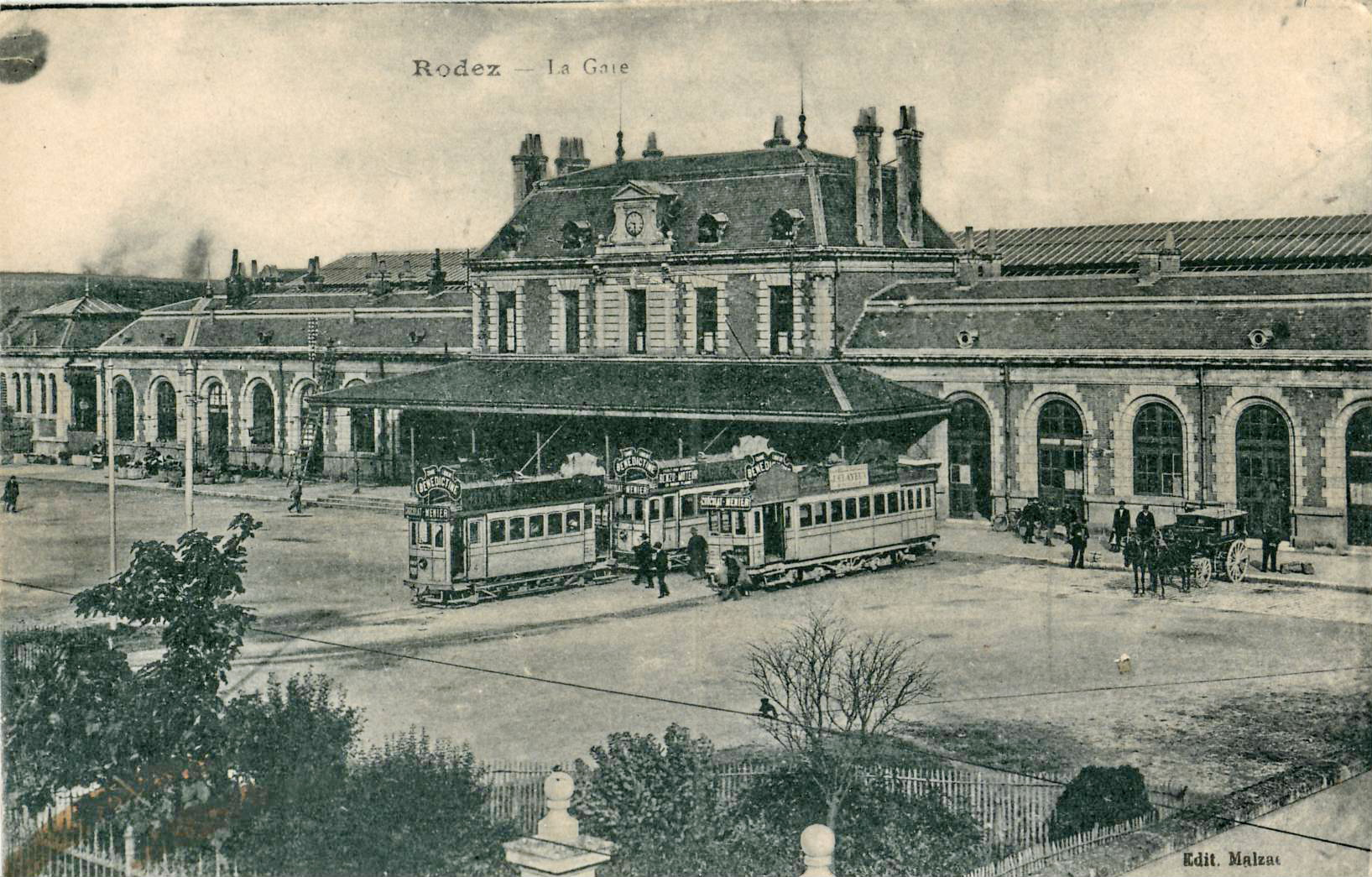
Zweiachsige und vierachsige Triebwagen am Bahnhof

Die Compagnie des tramways de Rodez eröffnete am 15. August 1902 eine eingleisige, 2,2 Kilometer lange Strecke vom Bahnhof zur Kreuzung Saint-Cyrice. Schon am 3. Januar 1903 konnte sie um 1,6 Kilometer verlängert werden und endete nun am Palais de Justice.
Die meterspurige Strecke wies mehrere Ausweichen auf und war mit 550 V Gleichspannung elektrifiziert. Die Straßenbahn sollte Anschluss an jeden im Bahnhof ankommenden Zug bieten, weshalb besonders große Triebwagen beschafft wurden, damit die Reisenden zusammen mit ihrem Gepäck im selben Wagen befördert werden konnten. Bei besonders großem Verkehrsaufkommen wurde das Gepäck mit einem Gütermotorwagen hinter den Personentriebwagen hergeführt. Außerdem wurden damit gerechnet, das jährlich bis zu 60.000 t Güter zu befördern seien.
Die Aufsichtsbehörde beurteilte die großen Triebwagen als zu schwer und damit zu gefährlich für den Betrieb auf den steilen Strecken der Stadt. Sie forderte die Gesellschaft zwar auf, kleinere und leichtere zweiachsige Triebwagen zu beschaffen, gab aber trotzdem für die Motorwagen die Betriebsbewilligung, bis die kleineren abgeliefert wären.
Im Jahr 1903 wurden die beiden bestellten, zweiachsigen Triebwagen abgeliefert, trotzdem durften die zuverlässig arbeitenden großen Triebwagen im Verkehr bleiben. 1917 folgten zwei Beiwagen von Jules Weitz aus Lyon. Dem Güterverkehr dienten fünf Gütermotorwagen. Alle Fahrzeuge waren im Depot an der Avenue du Maréchal Joffre beim Bahnhof beheimatet, wo auch das Kraftwerk für die Energieversorgung der Straßenbahn stand. In ihm arbeiteten zwei 150 PS-Kolbendampfmaschinen, die mit je einem 100-kW-Generator die Energie in das Oberleitungsnetz der Straßenbahn einspeisten.
Trotz der 1912 verbesserten Strecke zum Bahnhof und der 1913 eröffneten Verlängerung bis zum Markt war die finanzielle Situation der Straßenbahn schlecht, denn die Fahrgäste blieben aus. Nach dem Ersten Weltkrieg erholte sich die Wirtschaft nicht und der Verkehr ging noch weiter zurück. Angesichts der schlechten finanziellen Entwicklung beschloss die Stadt, den Betrieb der Straßenbahn am 5. Juli 1920 einzustellen.

## Streckennetz

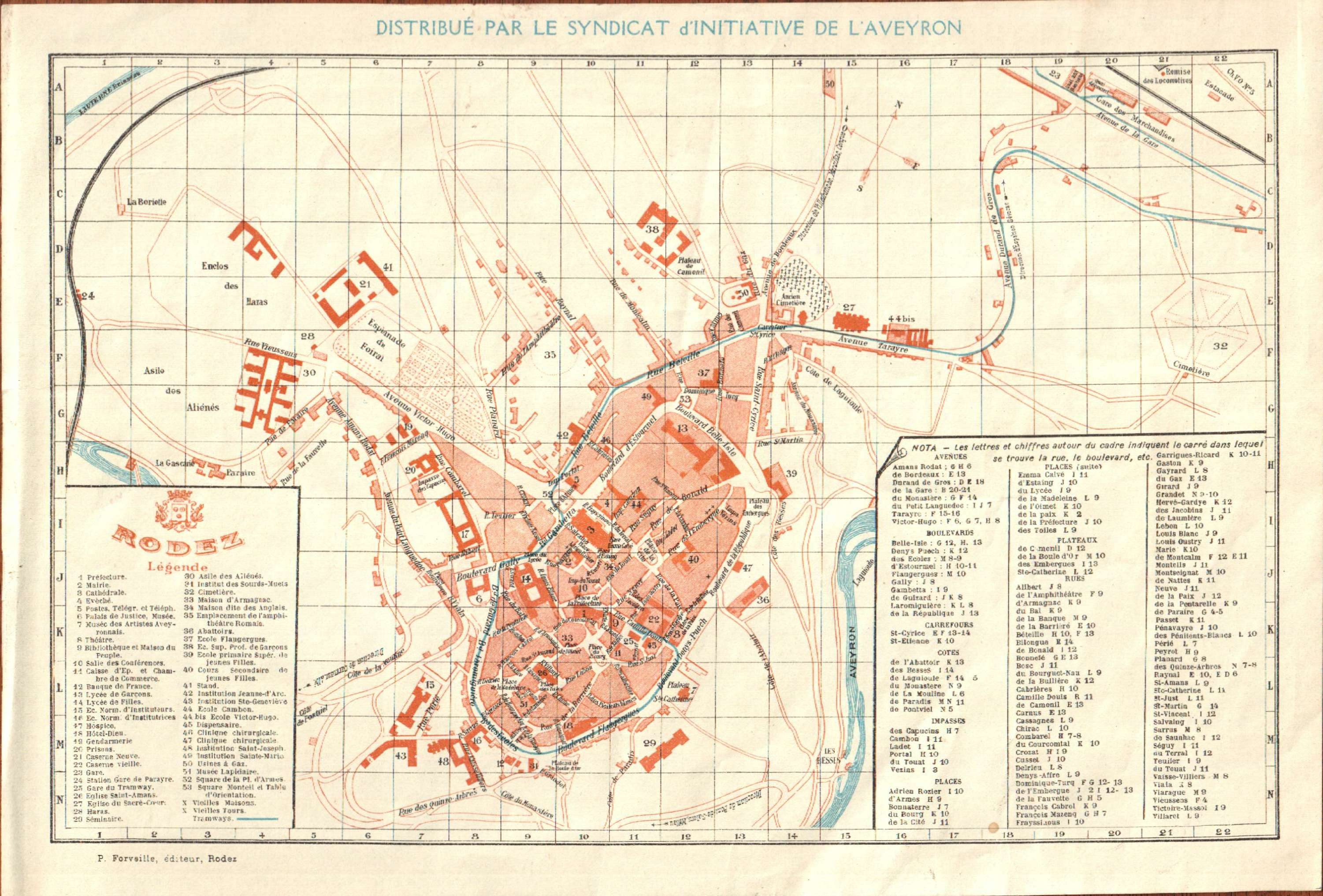
Stadtplan mit Straßenbahnstrecke von 1920

Die Strecke vom Bahnhof Rodez auf 534 m.ü.M zur Kathedrale auf 626 m.ü.M musste auf einer Länge von 1532 m eine Höhendifferenz von 92 m überwinden. Dies ergab eine mittlere Steigung von 60 ‰, wobei auf einer Länge von 20 m sogar 100 ‰ erreicht wurden. Die Fahrzeuge waren deshalb mit einer Klauenbremse nach dem System Réal ausgerüstet.
Um die steile Strecke durch die Avenue de Bordeaux zu vermeiden, wurde 1912 eine neue Strecke mit geringerer Steigung gebaut, die vom Bahnhof Richtung Osten führte, bei der Kreuzung Quatre Saisons eine scharfe Wende in die Avenue de Paris machte und am Friedhof vorbei zur Kreuzung Saint-Cyrice führte. Die Klauenbremsen waren somit nicht mehr notwendig. Am 3. Januar 1913 ging die Verlängerung der Strecke vom Palais de Justice bis zum gedeckten Markt bei der Place du Bourg in Betrieb.

## Fahrzeuge

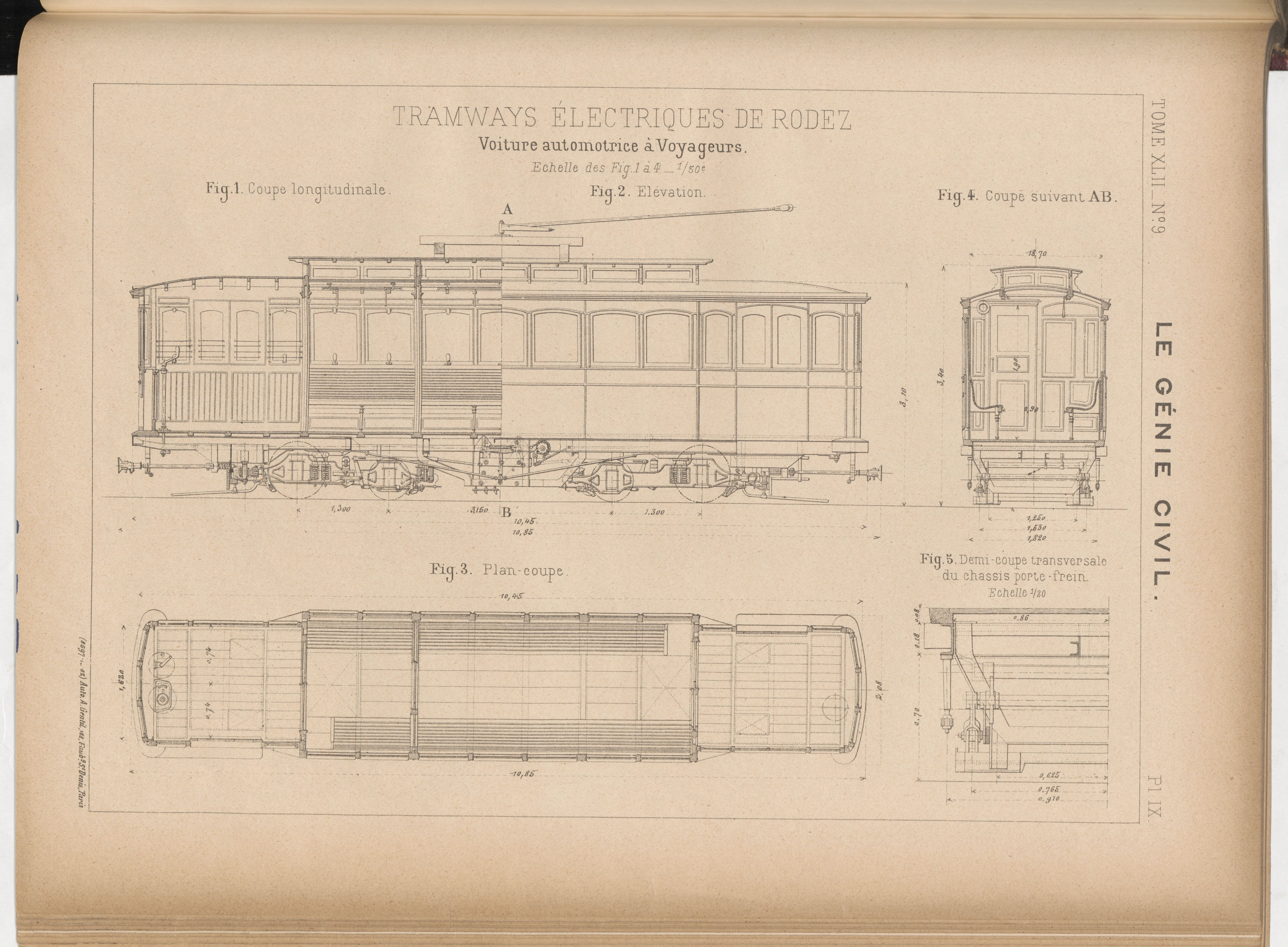
Von Schlieren und Oerlikon gelieferte Drehgestell-Triebwagen

Am Anfang standen drei Triebwagen mit Maximumdrehgestellen zur Verfügung, die von der Schweizerischen Wagons- und Aufzügefabrik Schlieren (SWS) gebaut worden waren und eine elektrische Ausrüstung von der Maschinenfabrik Oerlikon (MFO) hatten. Es waren die ersten Straßenbahnwagen Frankreichs mit geschlossenen Plattformen. Im Innenraum waren 22 Sitzplätze vorhanden, auf den beiden Endplattformen gab es 33 bis 38 Stehplätze. In jedem Drehgestell war ein Motor mit 38 PS eingebaut. Die Fahrschalter auf den Plattformen hatten vier Fahrstufen mit in Serie geschalteten Fahrmotoren, drei Fahrstufen mit parallel geschalteten Fahrmotoren und sechs Bremsstufen, wobei der Anfahrwiderstand als Bremswiderstand genutzt wurde. Nach der Einstellung der Straßenbahn wurden die Triebwagen 1922 an die Straßenbahn Clermont-Ferrand verkauft, wo sie noch bis in die 1950er Jahre im Einsatz standen.